# Aumannova věta o shodě
Aumannova věta o shodě (Aumannův teorém o shodě, angl. Aumann’s agreement theorem) říká, že dva racionálně jednající (v přesném konkrétním smyslu) lidé vybavení "společnou znalostí" přesvědčení toho druhého se nemohou dohodnout na tom, že se nedohodnou. Přesněji řečeno, pokud jsou dva jedinci opravdoví bayesovští racionalisté se společnými priory (apriorní pravděpodobnostní rozložení) a oba sdílí znalost svých individuálních posteriorů (posteriorní pravděpodobnostní rozložení), pak jsou si jejich posteriory rovny. Tento teorém platí i v případě, kdy jsou jejich individuální posteriory založeny na odlišných informacích, které odpozorovali o světě. Pouhé vědomí, že jiný aktér odpozoroval jisté informace a na jejichž základě dospěl ke svému závěru, donutí oba aktéry k přehodnocení svých domněnek, což v důsledku povede k naprosté shodě na správném posterioru. Tedy, máme-li dva racionální bayesovské aktéry sdílející totožné priory, kteří znají posteriory jeden druhého, pak se musí vždy shodnout.
Jinými slovy: Vzájemně se respektující, upřímní a racionální diskutéři se nemohou neshodnout na žádné faktické záležitosti v případě, že oba znají názory toho druhého. Teorém říká, že se nemohou “dohodnout na nesouhlasu”, mohou se pouze dohodnout na tom, že spolu souhlasí.
Jejím autorem je izraelský matematik a držitel Nobelovy ceny za ekonomii Robert J. Aumann.
Bayesovský aktér (angl. Bayesian agent) - takový aktér, který začíná s určitým apriorním rozložením pravděpodobnosti, které následně přehodnocuje a mění na základě informací, které postupně získává
Společná znalost (nebo běžná znalost, angl. common knowledge) - aby jev mohl být “běžnou znalostí”, nestačí pouze, aby o daném jevu věděla osoba 1 a zároveň osoba 2. Je potřeba, aby osoba 1 věděla, že ho zná osoba 2, aby osoba 2 věděla, že jev zná osoba 1, dále aby osoba 1 věděla, že osoba 2 ví, že to ví osoba 1, a tak dále.

## Podrobněji
Aumannova věta říká, že dva lidé, kteří mají stejný východiskový předpoklad, se nemohou shodnout (mají běžnou znalost o názoru toho druhého) na tom, že se neshodnou (tyto názory nejsou stejné). Je zřejmé, že takto formulovaná věta je velmi statická: je to podmíněné tvrzení, které může být vyjádřeno bez jakýchkoliv dynamických operátorů.
Aumann vše ilustruje v neformálním scénáři, jenž obsahuje klíčovou úvahu stojící za jeho teorémem. Daný scénář vypadá zhruba takto: Představme si dva aktéry, aktér 1 a aktér 2. Na začátku mají oba aktéři totožné rozložení pravděpodobnosti {\displaystyle (P1=P2)}. Oba aktéři se rozdělí a každý z nich provede (odlišný) experiment. Ihned poté se rozložení pravděpodobností u obou aktérů změní na základě informací, které získali během svého experimentu. Jelikož každý z nich provedl jiný experiment, jejich rozložení pravděpodobností se změnilo odlišným způsobem, a tudíž již nejsou nadále identické. Konkrétně, pro jistá {\displaystyle \phi } platí, že {\displaystyle P1(\phi )=a} a {\displaystyle P2(\phi )=b} (pro jistá {\displaystyle a,b\in [0,1])}, zatímco {\displaystyle a\neq b}. A dále, pokud aktér 1 nezná výsledek experimentu aktéra 2, nezná ani to, jak se pravděpodobnostní funkce aktéra 2 změnila. Symetrický argument aplikujeme i na aktéra 2. Z toho vyplývá, že v této fázi neexistuje společná znalost mezi aktéry, tedy stále platí, že {\displaystyle P1(\phi )=a} a {\displaystyle P2(\phi )=b}. Následně konečně začnou oba aktéři mezi sebou komunikovat. Aktér 1 řekne aktérovi 2, že {\displaystyle P1(\phi )=a}; na základě této informace aktér 2 změní svou pravděpodobnostní funkci, což následně zpětně sdělí aktérovi 1, atd. V určitém bodu konverzace oba aktéři získají obecné povědomí o svých pravděpodobnostních rozloženích. Jelikož měli oba aktéři stejné priory {\displaystyle (P1=P2)} a jejich posteriory se staly běžnou znalostí, Aumannova věta tvrdí, že tyto dvě pravděpodobnosti se nyní shodují {\displaystyle (P1(\phi )=P2(\phi ))}. Ačkoliv je v teorému formální dohoda statickým výsledkem, intuitivní scénář za ním stojící zjevně obsahuje několik dynamických fenoménů. Rozeznáváme pak dva hlavní typy těchto dynamických fenoménů: experimenty a komunikaci.

## Příklad
Ať vezmete jakékoliv dva lidi, tak naleznete nějakou faktickou otázku na níž se neshodnou. Čím jsou jedinci inteligentnější, tím jednodušší bude takové téma najít. A pokud takové otázky mezi sebou diskutují, je velice pravděpodobné, že nedosáhnou shody, ale naopak se spíše více utvrdí ve svém dosavadním přesvědčení. To platí i v případě, že tito dva jedinci navzájem respektují svůj intelekt a pravdomluvnost. Výše zmíněná fakta jsou známá každému, přesto však Aumann roku 1976 vypozoroval, že konstituují vážný problém pro bayesovský přístup k lidskému myšlení.
Předpokládejme, že Alice a Bob jsou bayesiánci, kteří mají stejné východiskové předpoklady pro stav světa, tedy stejné apriorní pravděpodobnostní rozložení, ale následně získali jiné vědomosti a proto nyní mají odlišné aposteriorní pravděpodobnostní rozložení. Dále předpokládejme, že na základě všeho, co se dozvěděla, Alice přiřadila nějakou aposteriorní pravděpodobnost p například tomu, že existuje mimozemský život. Bob úplně stejně přiřadí pravděpodobnost q. Pokud se Alice a Bob navzájem se svými odhady svěří (tedy budou vědět i to, že ten druhý to ví atd.), Aumann ukazuje, že p a q se nakonec musí rovnat. To platí i v případě, že ani jeden aktér nemá tušení, na základě jakých důkazů ten druhý ke svému odhadu dospěl. Za určitý druh důkazu sama o sobě může být považována náhodná proměnná, která je určena apriorním rozložením pravděpodobnosti, které je pro oba aktéry stejné. Je třeba poznamenat, že je nepravděpodobné, že budou oba aktéři souhlasit ihned poté, co si vzájemně sdělí pravděpodobnosti p a q. Na základě odhadu Alice p Bob přehodnotí svůj odhad q, a stejně tak následně učiní Alice s p na základě Bobova q. Aktéři si poté budou měnit své nové odhady p’ a q’ a tak stále dokola. Ale množina možných stavů je konečná a tento opakující se mechanismus nakonec vždy vyústí ve stav, kde oba aktéři mají stejný odhad. Z toho vyplývá, že dva racionální aktéři spolu nikdy nebudou nesouhlasit trvale nad nějakým faktickým tvrzením.

## Kritika
Na důsledky teorému je možno hledět z hlediska normativního, který nám říká, jak bychom se jako racionální bytosti měli chovat, nebo z hlediska pozitivistického, tedy jak se racionální jedinci chovají. Z pozitivistického hlediska je patrné, že Aumannova věta není příliš věrohodná při aplikaci na lidské chování. Lidé spolu běžně natrvalo nesouhlasí, případné “shodnem se na tom, že se neshodnem” je bráno za projev úcty jednoho k druhému, spíše nežli vzájemného opovržení. Je také možné, že je to pouhá zdvořilost, a na určité úrovni můžeme rozeznat, že neschopnost dosáhnout shody pramení z nedostatku vzájemné důvěry.
Lidé disponují mnoha kognitivními zkresleními - často odmítají nebo zkreslují důkazy, které svědčí proti jejich přesvědčení. Jedním z biasů, který se ve velké míře může podílet na neschopnosti dosáhnout shody mezi aktéry je efekt nadměrné sebedůvěry. Obě strany diskuze většinou jednoduše řadí své znalosti a schopnosti nad znalosti a schopnosti protivníka.
Aktéři dále mohou jednotlivá tvrzení interpretovat odlišně. Tvrzení mohou být v podstatě nejednoznačná. Lidé mohou důkazům přikládat jinou průkaznost, či důkazu nemusí vůbec rozumět. Mohou svůj postoj v diskuzi obhajovat pouze z principu, spíše než by jim šlo o dosažení pravdy. Aktéři k sobě v rámci komunikace nemusí být upřímní atd. Z těchto důvodů je třeba vždy předpokládat stejný východiskový předpoklad u aktérů, aby mohla Aumannova věta o shodě platit.